# 機構解析
機構解析 (multibody dynamics analysis) とは、複数の剛体や弾性体が、ジョイントやギヤ等の位置を拘束する構造あるいはばねやダンパーやアクチュエーターなど力を伝達する機構により相互に接続され、機械として運動する様子を、運動方程式の形にモデル化し、その振る舞いを調べる運動力学の手法である。

## 概要
機構とは、相対的に運動が出来る様に配置された剛体や弾性体で出来た部品の集合体で、部品は位置拘束構造や力を伝達する機構で相互に接続されて相対的に動くことが出来、その運動が一定の機能を持つ、いわゆる物理的な機械(器械)を指す。
構造解析が、連続体力学に基づいて基本的に1つの部品の荷重伝達とその微小変形を解析対象にし、有限要素法を使って部品の変形を複数のポイントの位置情報に離散化して離散方程式に落して解析するのとは対照的に、機構解析は、機構を構成する複数の部品間に働く相互作用力とそれにより生じる各部品の位置や角度と言う非線形な大変位を解析対象とし、各部品の位置や回転角と言う本質的に離散化されたパラメーターで表現される運動を運動方程式に表し、解析を行う。

## 支配運動方程式
機構を構成する n個の部品がそれぞれ m の自由度を持ち、また、その n個の部品の k個に拘束条件が適用される場合、DOF = n x m - k 個の座標で機構の状態を表すことができる。この DOF を機構システムの自由度と言う。（例：1本の棒には6自由度があるが、その一端を天井に回転自在なジョイントで拘束すると x,y,z の3自由度が拘束されて棒は振り子の様に振れ回る2自由度と棒の軸周りに回転する1自由度の計3自由度を有する機構システムとなる）
適切に構成された機構システムのある自由度に駆動力を与えれば、機構システムに運動(位置、速度および加速度)を生じさせることができ、一定の機能を実現できる。この運動を解析するためには、以下の手順で機構システムを支配する運動方程式を組み合わせてモデル化し、線形方程式の解法を応用して解く。
1)機構をサブシステムに分け行列式と方程式を作成する
2)サブシステムを機構に構成する(組み立てる)
3)機構に拘束式を適合して拘束自由度を線形代数方程式から消去する
4)線形代数方程式を解き、機構システムの運動(位置、速度、加速度)を解析する
実際に複数の部品や拘束構造で構成される機構をモデル化する時、拘束が不十分で意図した運動以外の余剰自由度が余ってしまったり、その逆に拘束自由度が運動を妨げるような余剰拘束となって運動が解けなかったりする事がある。この自由度の過剰/不足をチェックする事は機構解析の技法上の大きな課題であり、商用アプリケーションソフトでは自由度に関するワーニングを発して、解析の確からしさを確保する工夫が見られる。
機構システムの自由度を、x=[x1,x2,...,xn]T と表すと、系のシステムは次の線形代数方程式に表すことが出来る。
Ax=b
ここで、b=[b1,b2,...,bn]T, A=[[a11,a12,...,a1n],...,[an1,an2,...,ann]] である。

## 線型方程式の解法
この形式
Ax=b
で表される線形代数方程式は Cramerの法則で解くことができるのだが、一般的ではあるが効率が高くない解法である。Gaussの消去法を用いれば、1度に1つずつ変数を消去して線形代数方程式を対角要素が1で対角線より下がゼロの三角マトリクスを使ったマトリクス方程式に変換する事が出来、これは容易に解く事が出来る。(詳しくは線形代数の参考書を参照)
また、どのような正則マトリクスが与えられても、対角要素がゼロでない上位の三角マトリクス U と対角要素が1である下位の三角マトリクス L で線形代数方程式の A を A=LU と表記できる。この特性を利用して A=LU, ∴Ax=LUx=b と置いて、この方程式を Ly=b, Ux=y に変換して解く解法があり、これを LU分解法と言う。(詳しくは LU分解法の参考書を参照)

## 解析の種類
機構解析では、構成された機構がどの様な運動を行うかを調べるキネマティクス・アナリシスの問題と、所望の運動を行うにはどの様な機構となるのかを調べるキネマティクス・シンセシスの問題がある。 

## 機構解析ソフトウェア
これらの問題を解決するために使用される主な機構解析ソフトウェアには、以下の様な商用アプリケーションがある。
- MSC ADAMS
- LMS DADS
- LMS Virtual.Lab Motion
- FunctionBay RecurDyn
- SIMPACK
- Altair MotionSolve
- VirtualMotion DAFUL